# Lijst van voetbalinterlands Joegoslavië - Oekraïne
Deze lijst van voetbalinterlands is een overzicht van alle officiële voetbalwedstrijden tussen de nationale teams van Joegoslavië en Oekraïne. De landen speelden in totaal een keer tegen elkaar: een vriendschappelijke wedstrijd op 17 mei 2002 in Moskou (Rusland).

## Wedstrijden
| № | Plaats | Datum       | Competitie        | Wedstrijd              | Uitslag |
| - | ------ | ----------- | ----------------- | ---------------------- | ------- |
| 1 | Moskou | 17 mei 2002 | Vriendschappelijk | Oekraïne – Joegoslavië | 2 – 0   |

## Samenvatting
| Competitie        | Totaal gespeeld | Winst Oekraïne | Gelijk | Winst Joegoslavië | Doelsaldo Oekraïne – Joegoslavië |
| ----------------- | --------------- | -------------- | ------ | ----------------- | -------------------------------- |
| Vriendschappelijk | 1               | 1              | 0      | 0                 | 2 − 0                            |
| Totaal            | 1               | 1              | 0      | 0                 | 2 − 0                            |

## Details

### Eerste ontmoeting
| Vriendschappelijk (Moskou, Rusland, 17 mei 2002): |       |             |
| Oekraïne                                          | 2 – 0 | Joegoslavië |
| Serhiy Popov 28' Volodymyr Musolitin 78'          | goals |             |